# Рачинський хребет

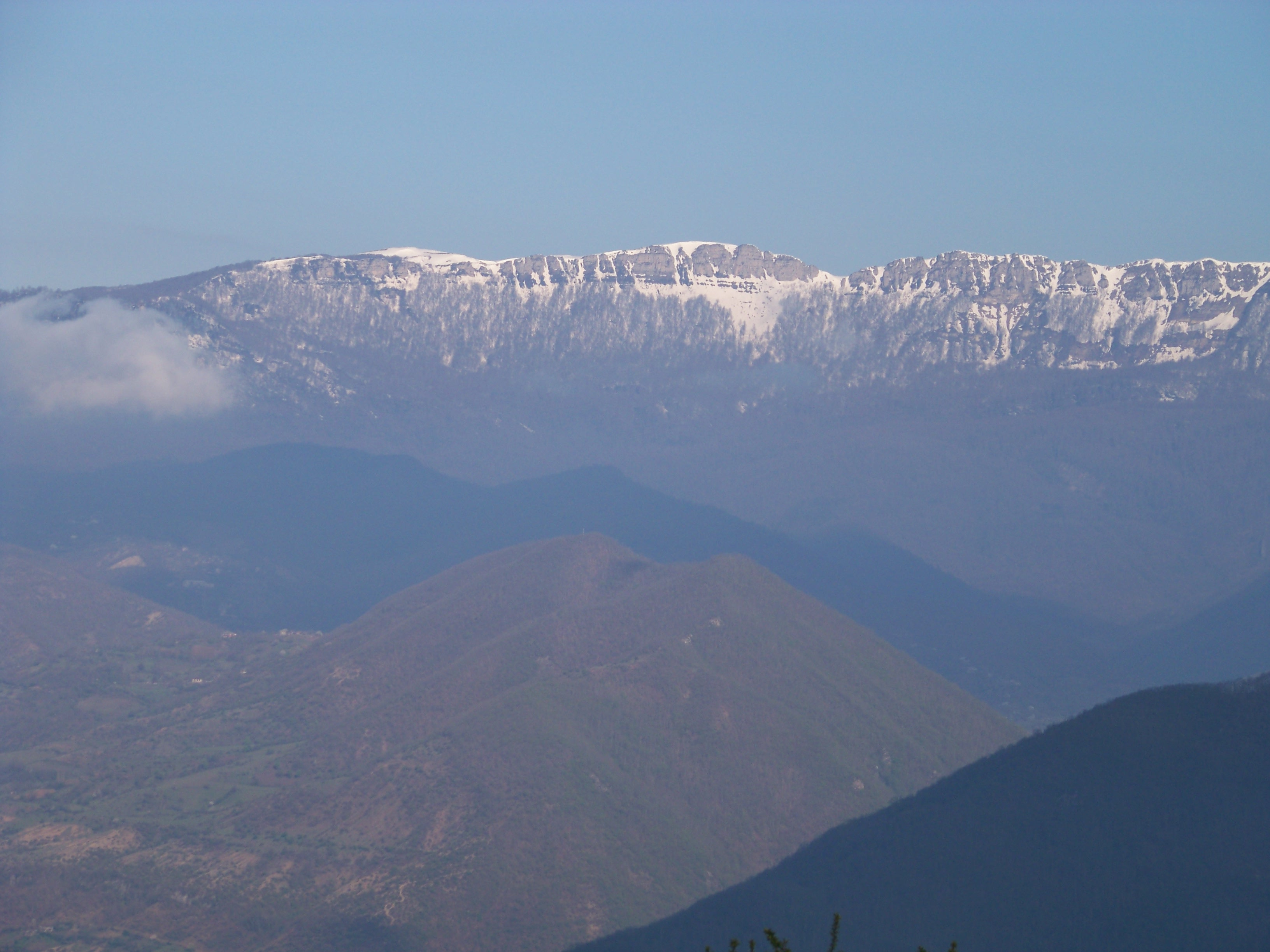
Рачинський хребет

42°29′ пн. ш. 43°26′ сх. д. / 42.483° пн. ш. 43.433° сх. д.
Рачинський хребет — гірський хребет у Грузії (зокрема, Південній Осетії), в центральній частині Великого Кавказу на південній стороні. Найбільша висота — 2862 м. Рачинський хребет поділяє басейни річок Кішелта, Цата, Велика Ліахві на сході і Джочіара, Джоджора та Ріоні на заході.
Широко розвинений карст. На схилах букові та темнохвойні ліси, субальпійські та альпійські луки.
У південно-західних відрогів розташоване Ткібульське вугільне родовище.
У північно-східних — Квайське родовище свинцево-цинкових руд.